# Нипигон (езеро)
Езерото Нипигон (на английски: Lake Nipigon) е 5-о по големина езеро в провинция Онтарио. Площта му, заедно с островите в него е 4848 км2, която му отрежда 13-о място сред езерата на Канада. Площта само на водното огледало без островите е 4510 км2. Надморската височина на водата е 260 м.
Езерото се намира в западната част на провинцията, на 60 км северно от Горно езеро. Езерото Нипигон има дължина от север на юг 103 км и максималната му ширина е 72 км. Площта на водосборния му басейн е 25 400 km2, като в езерото се вливат множество малки реки, но изтича само една – река Нипигон, която се влива от север в Горно езеро. Нипигон има силно разчленена брегова линия с дължина 1044 km, с множество заливи (Омбабика на североизток, Хумболт на изток, Гранд на запад, Макинтайр на югозапад и др.), полуострови и над 500 острова с обща площ 338 km2. Обемът му е 248 km3, а максималната му дълбочина – 165 м.
Названието на езерото, произлиза вероятно от думите Animi-bee-gong, което на езика на индианците оджибве означава „безкрайна вода“. Индианците оджибви, които сега населяват бреговете на езерото, през XVIII в. прогонват от тези райони предишните обитатели – индианците кри. Езерото е открито от френските трапери Медард дьо Грозейле и Пиер Еспри Радисон на 29 май 1667 г. През 1684 г. на североизточния бряг на езерото е построен първия форт – Fort La Tourette. След това в резултат от съперничеството между двете могъщи компании „Компания Хъдсънов залив“ и „Северозападна компания“, търгуващи с ценни животински кожи, по бреговете на езерото се появяват няколко обменни селища (фактории), но те така или иначе не прерастват в големи населени пунктове.
Езерото, с неговите малки селища по бреговете, красива природа и обилие от риба, e притегателен център за отдих и рекреационно дело. В езерото се извършва промишлен улов на риба, а гъстите гори около бреговете му се използват в местната целулозно-хартиена промишленост. През 1940 г. част от водите на река Огоки са прехвърлени от басейна на река Олбани в Нипигон, в резултат на което се повишава площта и обемът му. На изхода на река Нипигон от езерото и надолу по нея са построени три ВЕЦ-а, произвеждащи 266 хил. квтч електроенергия.